# اندرياس باتون
اندرياس باتون (بالألمانية: Andreas Patton)‏ (و. 1962 – م) هو ممثل، وممثل مسرحي، وممثل أفلام من ألمانيا . ولد في هونفلد .

## روابط خارجية
- اندرياس باتون على موقع IMDb (الإنجليزية)
- اندرياس باتون على موقع ألو سيني (الفرنسية)
- اندرياس باتون على موقع أول موفي (الإنجليزية)
- اندرياس باتون على موقع قاعدة بيانات الفيلم (الإنجليزية)
- اندرياس باتون على موقع كينوبويسك (الروسية)